# Ratsschulglocke von 1725

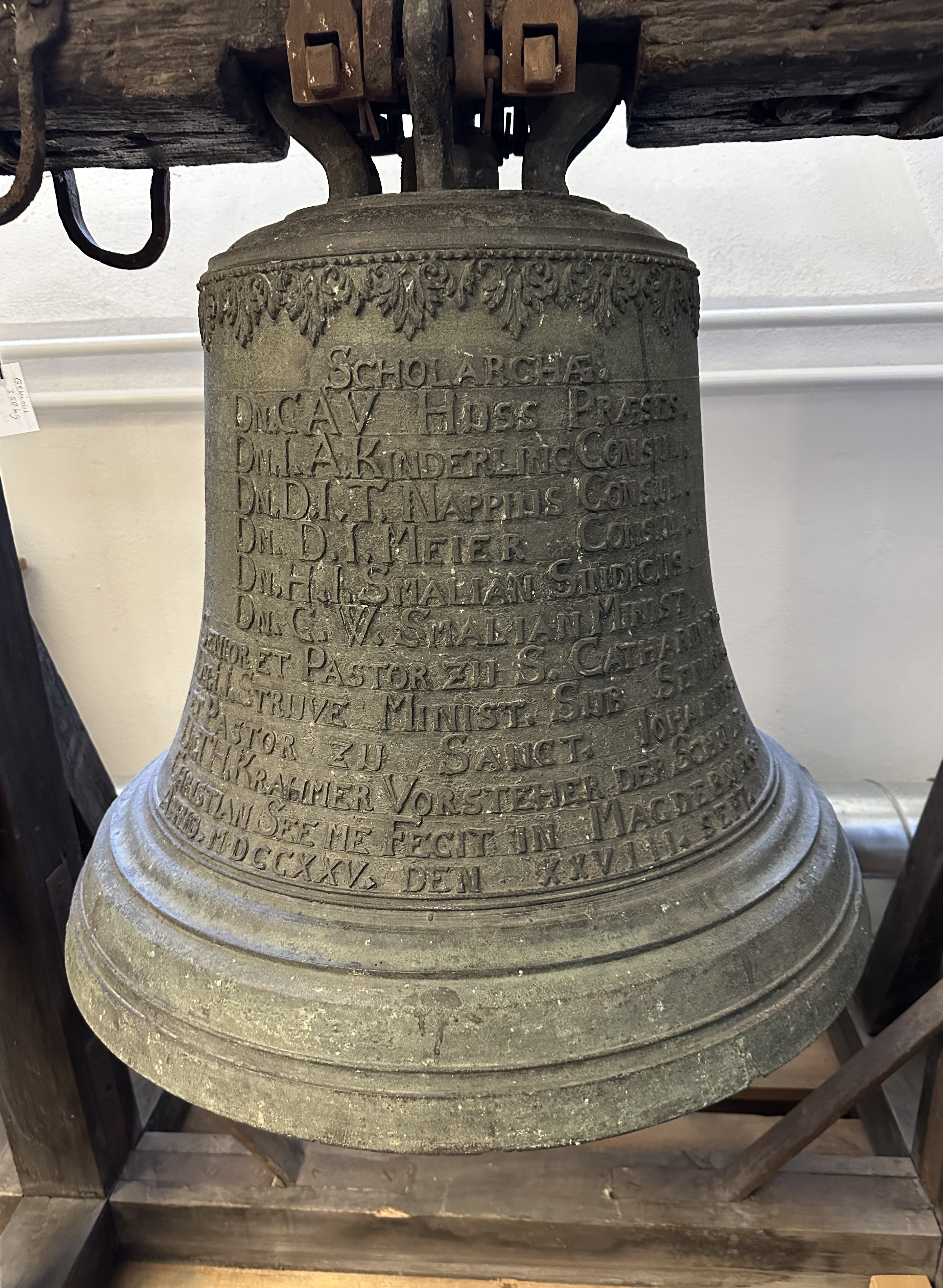
Ratsschulglocke von 1725, im Museumsdepot 2025

Die Ratsschulglocke von 1725 ist eine Schulglocke in Magdeburg in Sachsen-Anhalt. Sie befindet sich im Kulturhistorischen Museum.

## Geschichte
Die Glocke wurde für die Magdeburger Ratsschule im Jahr 1725 gegossen. Vorausgegangen war die deutlich kleinere Ratsschulglocke von 1578. Sie war 1717 durch eine 3 Zentner und 24 Pfund schwere, durch Johann Gottfried Wentzel gegossene neue Glocke ersetzt worden, die jedoch bereits 1724 sprang und dann 1725 umgegossen wurde.
Die Glocke von 1717 trug mehrere Inschriften. Vermutlich auf einer Mantelseite befand sich in lateinischen Majuskeln die Inschrift:
Möglicherweise auf der anderen Seite des Glockenmantels befand sich die weitere Inschrift:
Vermutlich unten am Rand der Glocke war die Inschrift
angebracht.

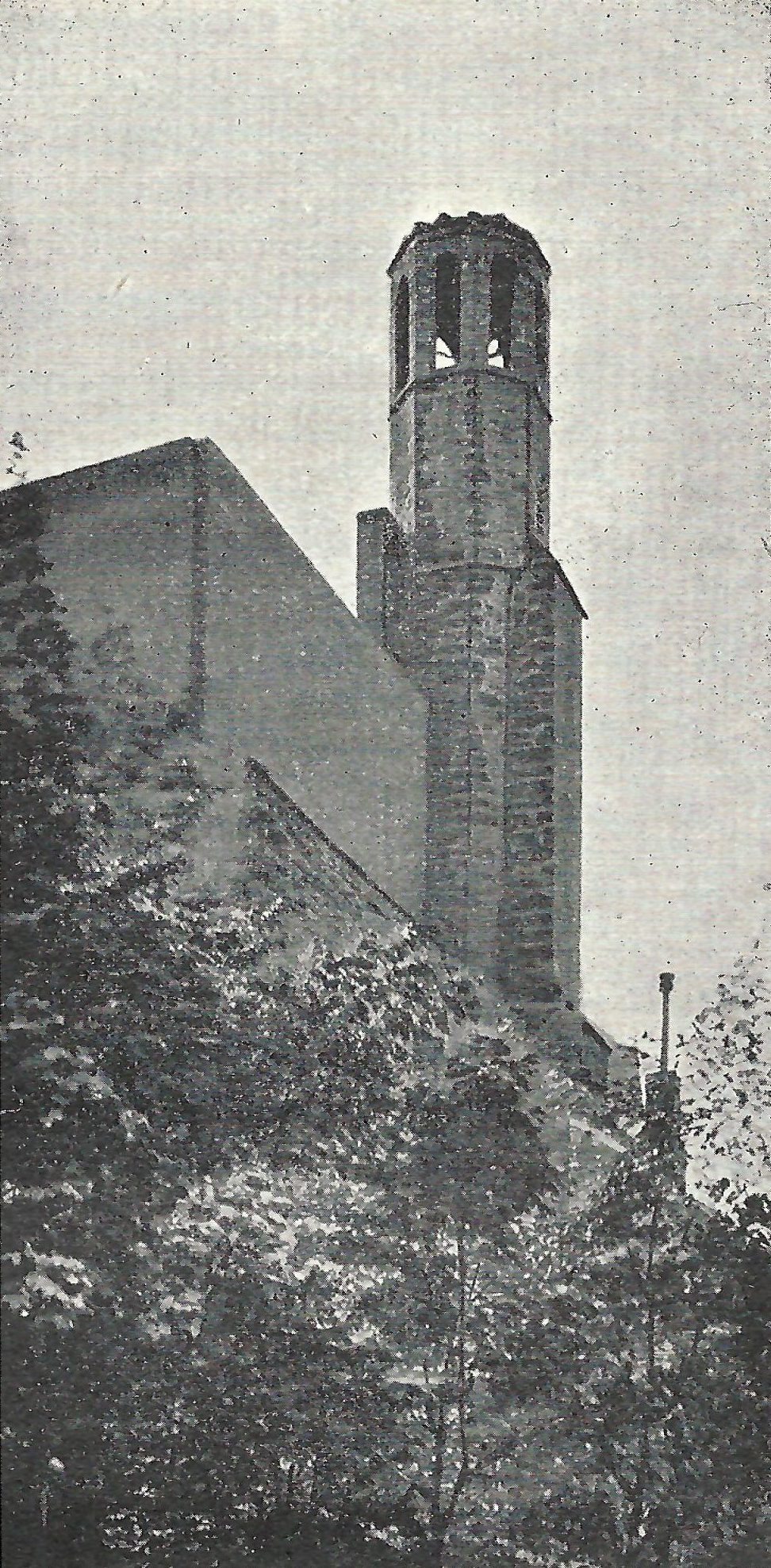
Franziskanertürmchen

Nachdem die Glocke gesprungen war, wurde im Oktober 1724 beschlossen, sie umgießen zu lassen. Hierfür erfolgte ein Angebot durch den Magdeburger Glockengießer Johann Heinrich Schröder. Sein Kostenvoranschlag sah einen Betrag in Höhe von 33 Talern und 12 Groschen vor. Je Zentner Umguss veranschlagte er 6 Taler, bei 30 Pfund Zutat setzte er 10 Groschen je Pfund an. Die Herstellung der Form sowie Flachs, Wachs und Talg berechnete er mit 3 Talern. Ein schon entworfener Vertrag kam jedoch nicht zur Umsetzung.
Beauftragt wurde letztlich der Magdeburger Glockengießer Christian See. Er rechnete am 6. Oktober 1725 einen Betrag in Höhe von 69 Talern und 6 Groschen ab, wobei die so geschaffene Glocke, trotz des doppelten Preises, nur wenig größer war und auch nur 28 Pfund mehr wog.
Die Glocke hing im sogenannten Franziskanertürmchen des Ratsgymnasiums, vermutlich bis die Schule in eine Bürgerschule umgewandelt wurde. Sie wurde dann im Keller der Luisenschule verwahrt und gelangte schließlich ins heutige Kulturhistorische Museum.
Dort blieb sie trotz der Glockenablieferungskampagnen und Zerstörungen der beiden Weltkriege erhalten und befindet sich im Depot des Museums.

## Gestaltung

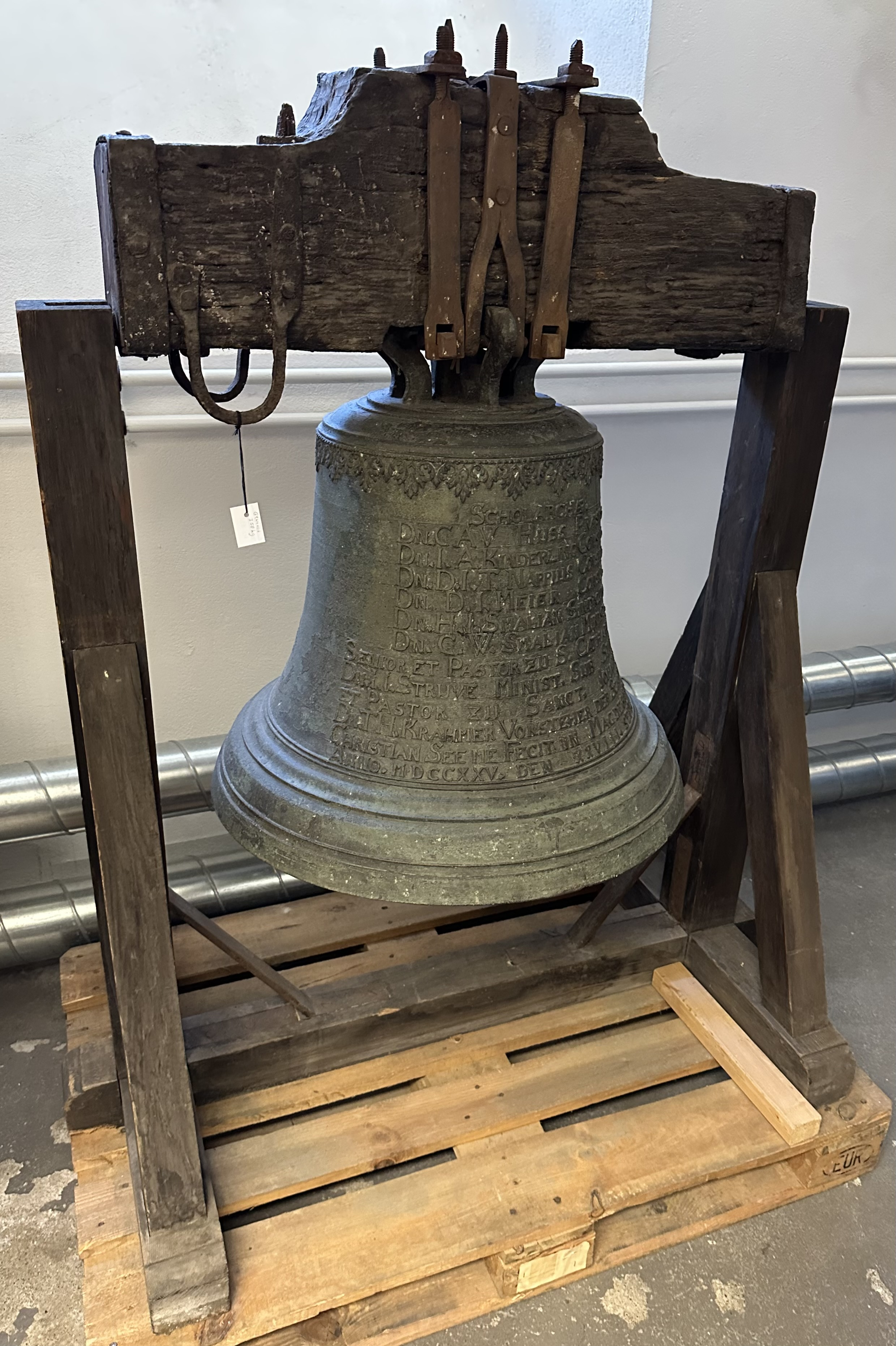
Ratsschulglocke von 1725 am Glockenstuhl im Museumsdepot

Der untere Durchmesser der Glocke beträgt 68 Zentimeter. Am oberen Rand befindet sich eine Zierleiste. Auf einer Seite trägt die Glocke eine 13-zeilige Inschrift in lateinischen Majuskeln.
Auf der anderen Seite befindet sich oben die lateinische Inschrift
Unterhalb der Inschrift befindet sich eine Darstellung von Christus am Kreuz. Am unteren Rand der Glocke sind einige Bänder angeordnet.